# Кевин Оуенс
Кевин Стийн (роден на 7 май 1984) е канадски професионален кечист, подписал с WWE под сценичното име Кевин Оуенс, където е трикратен Шампион на Съединените щати на WWE, бивш Универсален шампион на WWE, бивш отборен шампион на Първична сила и Разбиване, и двукратен Интерконтинентален шампион. По време на дебюта си в главния състав през май 2015, Оуенс се би в развиващата се марка NXT, където беше Шампион на NXT.
Стийн започна кариерата си през 2000 на 16 години. Преди да започне в WWE късната 2014, от 2007 Стийн се е бил под рожденото си име за Ring of Honor (ROH), където беше Световен шампион на ROH и Световен отборен шампион на ROH. Той също се е бил за независими компании за 14 години, включително в Pro Wrestling Guerrilla (PWG), където беше Световен шампион на PWG и Световен отборен шампион на PWG, All American Wrestling (AAW), където беше шампион в тежка категория на AAW, и Combat Zone Wrestling (CZW), където беше шампион Железния човек на CZW.

## В кеча
- Финални ходове
  - Като Кевин Оуенс
    - Страховита бомба[3]

  - Като Кевин Стийн
    - Crossface[8] – 2010
    - F-Cinq[9] (ROH) / Deep Sea Diverticulitis[10] (PWG) (Spin-out fireman's carry facebuster)[11][12][13] – 2012 – 2014
    - Package piledriver,[6][14] понякога от горното въже[15]
    - Захапката на акулата[4]
    - Steenalizer (Package fallaway powerbomb,[6][14] понякога върху обтегачите)[16]
- Ключови ходове
  - Гюле[14]
  - Де Де Те[17][18][19]
  - Double knee facebreaker[20][21]
  - Enzuigiri[6]
  - Fallaway slam на бариерите[22][23][24]
  - Fireman's carry gutbuster, последван от Running senton[25][26][27]
  - Жабешко цамбурване[28][29][30] – 2016 –
  - Go Home Driver[6] (ROH/PWG)/Scoop lift spun out, пренесен в over the shoulder back-to-belly piledriver[6][14] (WWE)
  - High-angle senton bomb[6][14]
  - Moonsault,[6][14] понякога докато прави double jump[31]
  - Много версии на суплекс
    - Германски[20]
    - Sidewinder Suplex (Swinging leg hook belly-to-back)[14][32]
    - Sleeper[33][34]
    - Swinging fisherman от горното въже[20][35][36][37]

  - Package lift, към sidewalk slam[20][38][39] – 2015 –
  - Powerbomb на ръба на ринга[20][40][41] – често използван за сюжетно нараняване
  - Running senton[42]
  - Sitout scoop slam[43]
  - Somersault leg drop[6][14]
  - Suicide somersault senton[22][37][40]
  - Steen Breaker[14] (ROH/PWG)/Pumphandle neckbreaker[44][45] (WWE)
- Прякори
  - „Антихристът на кеча“[4]
  - „Г-н Кеч“[4]
  - „Най-лошия кошмар на кеча“[12]
  - „Зоопарк Ентусиаст“
  - „Борецът за трофеи“
  - „K.O.“
  - „Майсторът на захватите“
- Входна музика
  - „Tear Away“ на Drowning Pool[46] (CZW/PWG/ROH)
  - „Unsettling Differences“ на Blue Smock Nancy[46] (ROH/PWG)
  - „Fight“ на CFO$[47] (WWE/NXT; 11 декември 2014 –)

## Шампионски титли и отличия
- All American Wrestling
  - Шампион в тежка категория на AAW (1 път)[48]
- Capital City Championship Combat
  - Шампион на C*4 (1 път)[49]
  - Отборен шампион на C*4 (1 път) – с Майк Бейли[50]
  - Турнир за титлата на C*4 (2009)[51]
- Combat Revolution Wrestling
  - Отборен шампион на CRW (1 път) – с Пат Килз[52]
- Combat Zone Wrestling
  - Шампион Железен човек на CZW (1 път)[53]
- Elite Wrestling Revolution
  - Шампион в тежка категория на EWR (2 пъти)[6]
  - Турнир за титлата на EWR (2004)[54]
  - Турнир Елит 8 (2005)
- International Wrestling Syndicate
  - Канадски шампион на IWS (1 път)[49]
  - Световен шампион в тежка категория на IWS (3 пъти)[6][55]
- North Shore Pro Wrestling
  - Шампион на NSPW (1 път)[49]
- Pro Wrestling Guerrilla
  - Световен шампион на PWG (3 пъти)[56][57][58]
  - Световен отборен шампион на PWG (3 пъти) – с Ел Дженерико (2) и Супер Драгон (1)[59][60][61]
- Pro Wrestling Illustrated
  - Класиран #10 от топ 500 индивидуални кечисти в PWI 500 през 2013 и 2015[62][63]
- Ring of Honor
  - Световен шампион на ROH (1 път)[64]
  - Световен отборен шампион на ROH (1 път) – с Ел Дженерико[65]
  - Турнир за главен претендент за Световната титла на ROH (2008)[66]
- Rolling Stone
  - Най-добър злодей (2015)[67]
  - Най-добри промота (2015)[68]равенство с Джон Сина
  - Най-добър сюжет (2015)[67]срещу Джон Сина
  - Новобранец на годината (2015)[67]
  - WWE Мач на годината (2015)[67]срещу Джон Сина на Договора в куфарчето
  - WWE Кечист на годината (2015)[68]
- SoCal Uncensored
  - Мач на годината (2011) със Супер Драгон срещу Йънг Бъкс на 10 декември[69]
  - Кечист на годината (2005, 2011, 2012)[69][70][71]
- Squared Circle Wrestling
  - Шампион в тежка категория на 2CW (1 път)[72]
  - Отборен шампион на 2CW (1 път) – с Джейсън Акс
  - Турнир за титлата в тежка категория на 2CW (2012)[73]
- Wrestling Observer Newsletter
  - Най-добър бунтар (2010 – 2012)[74][75][76]
  - Вражда на годината (2010) срещу Ел Дженерико[74]
- WWE
  - Интерконтинентален шампион на WWE (2 пъти)
  - Универсален шампион на WWE (1 път)
  - Шампион на Съединените щати на WWE (3 пъти)
- WWE NXT
  - Шампион на NXT (1 път)